# بانزر فاوست 3
بانزر فاوست 3 هو سلاح حديث مضاد للدبابات عديم الارتداد تم تطويره بين عامي 1978 و 1985 ودخل الخدمة لأول مرة في الجيش الألماني في عام 1987.

## المشغلون
- Austria[1]
- Belgium[2]
- Germany[1]
- Iraq
  -  Kurdistan – [3]
- Italy 2007[4]
- Japan[5]
- Netherlands
- Peru: [6]
- South Korea[7]
- Switzerland[8]
- Ukraine: [9][10]